# Weitnau
Weitnau település Németországban, azon belül Bajorországban. Lakosainak száma 5514 fő (2023. december 31.). Weitnau Isny im Allgäu, Missen-Wilhams, Buchenberg, Waltenhofen és Immenstadt im Allgäu községekkel határos.

## Népesség
A település népessége az elmúlt években az alábbi módon változott:
| Lakosok száma | 1647 | 2726 | 3851 | 3873 | 5083 | 5102 | 5236 | 5259 | 5360 | 5514 |
|               | 1875 | 1950 | 1975 | 1987 | 2012 | 2014 | 2016 | 2017 | 2021 | 2023 |